# Округ Рок (Небраска)
Рок (енгл. Rock County) је округ у америчкој савезној држави Небраска.

## Демографија
По попису из 2010. године број становника је 1.526, што је 230 (-13,1%) становника мање него 2000. године.
| Група             | 2000.         | 2010.         |
| Белци             | 1.735 (98,8%) | 1.502 (98,4%) |
| Афроамериканци    | 0 (0,0%)      | 1 (0,1%)      |
| Азијати           | 3 (0,2%)      | 3 (0,2%)      |
| Хиспаноамериканци | 9 (0,5%)      | 2 (0,1%)      |
| Укупно            | 1.756         | 1.526         |